# Capsulia
Capsulia is een geslacht van spinnen uit de familie hangmatspinnen (Linyphiidae).

## Soorten
De volgende soorten zijn bij het geslacht ingedeeld:
- Capsulia tianmushana (Chen & Song, 1987)